# رانيا المشاط
رانيا المشاط (مواليد 20 يونيو 1975) هي وزيرة التخطيط والتنمية الاقتصادية والتعاون الدولي بداية من يوليو 2024.

## المؤهلات العلمية
الدكتورة رانيا المشاط، حاصلة على درجة الدكتوراه في الاقتصاد من جامعة ميرلاند كولدج بارك بالولايات المتحدة الأمريكية ( Maryland, College Park)عام 2001، كما حصلت على درجة الماجيستير في نفس الجامعة في مجال تطبيقات الاقتصاد الكلي والاقتصاد الدولي والسياسة النقدية عام 1998، وبكالوريوس الاقتصاد الجامعة الأمريكية بالقاهرة عام 1995.
حصلت على شهادة الإبداع في القيادة في ظل التحول الاقتصادي من جامعة أوكسفورد بالمملكة المتحدةعام 2016؛ وكذلك شهادة السياسة العامة والإبداع القيادي من جامعة هارفارد بالولايات المتحدة الأمريكية عام 2016، ونشرت العديد من الدراسات والأوراق البحثية في مجال السياسة النقدية والاقتصاد الدولي، وآليات استهداف التضخم، والأنظمة المالية.

## مسيرتها المهنية
تتولى منصب وزيرة التعاون الدولي منذ ديسمبر 2019، كما شغلت منصب أول وزيرة للسياحة في جمهورية مصر العربية (يناير 2018 – ديسمبر 2019).
تتمتع بخبرة دولية تمتد لأكثر من 20 عامًا في المؤسسات المالية، والبنوك المركزية، والنظم المالية، وأنظمة السياسة النقدية، والتنمية المستدامة، وسياسات واستراتيجيات التعاون الدولي، وتمويل المناخ.
قامت "المشاط"، بتصميم المنصة الوطنية لبرنامج «نُوَفِّي» محور الارتباط بين مشروعات المياه والغذاء والطاقة، لتعظيم الاستفادة من الشراكات الدولية و حشد التمويلات المناخية لتسريع وتيرة التحول الأخضر.
تولت منصب وكيل محافظ البنك المركزي للسياسة النقدية (2005-2016)، وساهمت في تطوير وتحديث استراتيجية السياسة النقدية بالبنك المركزي، والتحول نحو استهداف التضخم ، كأحد محاور برنامج الإصلاح المصرفي الذي دُشن في 2004.
شغلت منصب مستشار كبير اقتصاديي صندوق النقد الدولي بواشنطن (2016-2018)، وأيضًا منصب اقتصادي أول في الصندوق (2001-2005) .
شاركت في وضع وإدارة سياسات الاقتصاد الكلي للدولة بالتعاون مع الوزارات والجهات الاقتصادية المختصة، وتولت تنسيق العلاقات بين البنك المركزي وصندوق النقد الدولي ومؤسسات التقييم والتصنيف الائتماني.

### المراكز والعضويات الشرفية
عضو مجلس الإدارة التنفيذية ببنك الاستثمار العربي من عام 2009 حتى الآن.
شغلت عضوية مجالس إدارات عدد من المؤسسات المالية، والهيئات، والبنوك، منها البورصة المصرية، والهيئة العامة للاستثمار والمناطق الحرة، والهيئة العامة للمنطقة الاقتصادية لقناة السويس، والمصرف العربي الدولي، وبنك الاستثمار العربي.
تُمثل «المشاط» جمهورية مصر العربية، في العديد من مؤسسات التمويل الدولية، حيث تتولى منصب محافظ مصر لدى مجموعة البنك الدولي، والبنك الأوروبي لإعادة الإعمار والتنمية، والصندوق العربي للإنماء الاقتصادي والاجتماعي، والمصرف العربي للتنمية الاقتصادية في أفريقيا.
تشغل منصب المحافظ المناوب لمصر في بنك التنمية الأفريقي، والبنك الآسيوي للاستثمار في البنية التحتية، والبنك الإسلامي للتنمية، وبنك التنمية الجديد .
تعد «المشاط»، مؤسس وعضو في العديد من المجالس الاستشارية والتحالفات والمؤسسات الدولية التابعة للمنتدى الاقتصادي العالمي، حيث شاركت في تأسيس ائتلاف المرونة، كما أنها الرئيس المشارك لشبكة حشد الاستثمار من أجل الطاقة النظيفة في الجنوب العالمي، والرئيس المشارك لمجلس الإشراف لمنطقة الشرق الأوسط وشمال أفريقيا، وعضو مجلس إدارة مركز الاقتصاد الجديد والمجتمع، وعضو Mission Possible للعمل المناخي، وعضو في مبادرة تعزيز العمل من أجل الأرض.
اختيرت ضمن مجلس القيادة العالمي لمبادرة الأمم المتحدة العالمية "جيل بلا حدود"، وعضو مؤسس في التحالف العالمي للطاقة من أجل الناس والكوكب، الذي دشنته مؤسسة روكفيلر الدولية.
تولت «المشاط» عضوية عدد من مراكز الفكر والأبحاث، مثل المجلس العلمي لمؤسسة Bruegel الأوروبية الفكرية، وجمعية الشرق الأوسط الاقتصادية، وعضو المجلس الاستشاري الاستراتيجي لعميد كلية إدارة الأعمال بالجامعة الأمريكية بالقاهرة، كما قامت بالتدريس كأستاذ اقتصاد غير متفرغ في الجامعة الأمريكية بالقاهرة وفي جامعة ميريلاند- كولدچ بارك، وهي زميل باحث في منتدى البحوث الاقتصادي، ومحاضر في المعهد المصرفي.

## من أعمالها
تتمتع «المشاط» بخبرة دولية تمتد لأكثر من 20 عامًا في المؤسسات المالية، والبنوك المركزية، والنظم المالية، وأنظمة السياسة النقدية، والتنمية المستدامة، وسياسات واستراتيجيات التعاون الدولي، وتمويل المناخ، حيث صممت المشاط، المنصة الوطنية لبرنامج «نُوَفِّي» محور الارتباط بين مشروعات المياه والغذاء والطاقة، لتعظيم الاستفادة من الشراكات الدولية و حشد التمويلات المناخية لتسريع وتيرة التحول الأخضر.
تولت الدكتورة رانيا المشاط، عددًا من المناصب في صندوق النقد الدولي في واشنطن، حيث شغلت منصب مستشار كبير اقتصاديي صندوق النقد الدولي خلال الفترة من (2016-2018)، وأيضًا منصب اقتصادي أول خلال الفترة من (2001-2005)، أما في جمهورية مصر العربية فقد تولت منصب وكيل محافظ البنك المركزي للسياسة النقدية خلال الفترة من (2005-2016)، وساهمت في تطوير وتحديث استراتيجية السياسة النقدية بالبنك المركزي، والتحول نحو استهداف التضخم ، كأحد محاور برنامج الإصلاح المصرفي الذي دُشن في عام 2004. كما شاركت في وضع وإدارة سياسات الاقتصاد الكلي للدولة بالتعاون مع الوزارات والجهات الاقتصادية المختصة، وتولت تنسيق العلاقات بين البنك المركزي وصندوق النقد الدولي ومؤسسات التقييم والتصنيف الائتماني.
مع توليها حقيبة وزارة التعاون الدولي، شرعت الدكتورة رانيا المشاط، في وضع إطار للتعاون الدولي والتمويل الإنمائي، لتعزيز علاقات جمهورية مصر العربية مع شركاء التنمية متعددي الأطراف والثنائيين، وتحفيز الشراكات الشاملة، مع المؤسسات الإقليمية والدولية، والحكومات، وصانعي القرار، ومنظمة الأمم المتحدة وبرامجها التابعة، والقطاع الخاص، والمجتمع المدني، لتعزيز أجندة التنمية الوطنية، ومواءمتها مع الأهداف الأممية للتنمية المستدامة، وتدير محفظة للتعاون الإنمائي تبلغ نحو 25 مليار دولار تضم ما يزيد عن 200 مشروعًا في مختلف قطاعات التنمية الاقتصادية.
كما وثقت الدكتورة رانيا المشاط، تجربة مصر في مجال التعاون الدولي والتمويل الإنمائي على المستوى الدولي، بإطلاق كتاب "مبادئ الدبلوماسية الاقتصادية لجمهورية مصر العربية لتعزيز التعاون الدولي والتمويل الإنمائي" (Stakeholder Engagement Through Economic Diplomacy)، من كلية لندن للاقتصاد والعلوم السياسية خلال يونيو 2021. وساهمت بعدة فصول في كتاب صندوق النقد الدولي بعنوان "النهوض بآفاق السياسة النقدية" (Advancing the Frontiers of Monetary Policy)، الذي نُشر في عام 2018 وحرره موريس أوبستفيلد ، كبير الاقتصاديين في ذلك الوقت.
كما أشرفت «المشاط» على إعداد «دليل شرم الشيخ للتمويل العادل» (Sharm El Sheikh Guidebook for Just Financing)، والذي تم إصداره كأحد مبادرات الرئاسة المصرية لمؤتمر المناخ COP27، بالتعاون مع شركاء التنمية، ومراكز الفكر والأبحاث الدولية، والبنوك الاستثمارية والتجارية، ومؤسسات القطاع الخاص، والمنظمات غير الهادفة للربح، من أجل المساهمة في الجهود الدولية للتحول من التعهدات المناخية إلى التنفيذ، وتحفيز جهود حشد الاستثمارات المناخية في الدول النامية والاقتصاديات الناشئة.

## التكريم والجوائز
حصلت «المشاط» على جوائز تميز عديدة لمجهوداتها البحثية ولمساهمتها في العمل العام والسياسات الاقتصادية والتنمية، ففي عام 2022 حصلت على جائزة "وزيرة التعاون الدولى الأكثر تميزًا في أفريقيا"، المُقدمة من كلية إليوت للشئون الدولية بجامعة جورج واشنطن – معهد الدراسات الأفريقية بالمشاركة مع مبادرة GE7، وفي عام 2019 حصلت على جائزة "الريادة الدولية في السياحة"، من المجلس الدولي للسياحة والسفر، تقديرًا للجهود التي قامت بها في تطوير قطاع السياحة وتعزيز مرونته من خلال برنامج الإصلاح الهيكلي، كما حصلت على جائزة "الريادة الدولية للمساهمة الفعالة في صناعة السياحة عالميا" لعام 2019 من بورصة لندن الدولية للسياحة؛ وفازت أيضًا الدكتورة رانيا المشاط، بجائزة الأمم المتحدة للترويج للوجهات السياحية في عام 2019، وكذلك جائزة أفضل فيديو ترويجي لوجهة سياحية، وجائزة الريادة في السياحة لعام 2019 من المعهد الدولي للسلام من خلال السياحة.
وفي عام 2015، تم اختيارها، كواحدة من بين الـ50 سيدة الأكثر تأثيرًا في الاقتصاد المصري، كما جاءت من بين أبرز 100 شخصية قيادية شابة في قارة أفريقيا خلال عامي 2014 و 2015 وفقًا لتصنيف معهد شوازيل الفرنسي، كما اختيرت كإحدى القيادات الدولية الشابة في قائمة المنتدى الاقتصادي العالمي ضمن فعاليات المنتدى الاقتصادي العالمي "دافوس" في عام 2014؛ وجاءت في ذات العام كواحدة من بين أقوى 10 سيدات مؤثرات في القطاع المصرفي المصري وذلك في الاستطلاع الذي أجراه مركز بصيرة لبحوث الرأي العام؛ واختيرت أيضًا «المشاط» ضمن قائمة قيادات المستقبل الشابة التي أعلنتها الحكومة الفرنسية عام 2013 ببرنامج قيادات الزائرين الدوليين، وحصلت أيضًا على جائزة الخريج المتميز من كلية إدارة الأعمال بالجامعة الأمريكية في نفس العام 2013؛ كما حصلت على جائزة ابن خلدون عن أفضل ورقة بحثية عن واحدة أو أكثر من دول الشرق الأوسط لعام 2004، بعنوان "السياسة النقدية وإدارة الدين العام. تقييم التجربة المصرية" والمقدمة من جمعية الشرق الأوسط الاقتصادية.